# Yoshihiro Natsuka
Yoshihiro Natsuka (n. 7 octombrie 1969, Funabashi, Japonia) este un fost fotbalist japonez.

## Statistici
| Japonia | Japonia | Japonia |
| An      | Meciuri | Goluri  |
| ------- | ------- | ------- |
| 1994    | 9       | 1       |
| 1995    | 2       | 0       |
| Total   | 11      | 1       |